# Acroceras parvulum
Acroceras parvulum là một loài thực vật có hoa trong họ Hòa thảo. Loài này được A.Camus mô tả khoa học đầu tiên năm 1954.